# Leyritz-Moncassin
Pour les articles homonymes, voir Moncassin (homonymie).
Leyritz-Moncassin est une commune du Sud-Ouest de la France, située dans le département de Lot-et-Garonne, en région Nouvelle-Aquitaine.

## Géographie

### Localisation
Commune située dans le Queyran sur l'Ourbise.

### Communes limitrophes
Les communes limitrophes sont Razimet, Anzex, Calonges, Casteljaloux, Labastide-Castel-Amouroux, La Réunion, Sainte-Gemme-Martaillac, Villefranche-du-Queyran et Puch-d'Agenais.
| Sainte-Gemme-Martaillac   | Calonges          | Razimet                   |
| Labastide-Castel-Amouroux | Leyritz-Moncassin | Puch-d'Agenais (sur 60 m) |
| Casteljaloux, La Réunion  | Anzex             | Villefranche-du-Queyran   |

### Climat
Pour des articles plus généraux, voir Climat de la Nouvelle-Aquitaine et Climat de Lot-et-Garonne.
Historiquement, la commune est exposée à un climat océanique aquitain.  
En 2020, Météo-France publie une typologie des climats de la France métropolitaine dans laquelle la commune est dans une zone de transition entre le climat océanique et le climat océanique altéré et est dans la région climatique Aquitaine, Gascogne, caractérisée par une pluviométrie abondante au printemps, modérée en automne, un faible ensoleillement au printemps, un été chaud (19,5 °C), des vents faibles, des brouillards fréquents en automne et en hiver et des orages fréquents en été (15 à 20 jours).
Pour la période 1971-2000, la température annuelle moyenne est de 13,2 °C, avec une amplitude thermique annuelle de 15 °C. Le cumul annuel moyen de précipitations est de 814 mm, avec 11,1 jours de précipitations en janvier et 6,6 jours en juillet. Pour la période 1991-2020, la température moyenne annuelle observée sur la station météorologique la plus proche, située sur la commune de Saint-Martin-Curton à 12 km à vol d'oiseau, est de 13,7 °C et le cumul annuel moyen de précipitations est de 867,2 mm,. Pour l'avenir, les paramètres climatiques de la commune estimés pour 2050 selon différents scénarios d’émission de gaz à effet de serre sont consultables sur un site dédié publié par Météo-France en novembre 2022.

## Urbanisme

### Typologie
Au 1er janvier 2024, Leyritz-Moncassin est catégorisée commune rurale à habitat très dispersé, selon la nouvelle grille communale de densité à sept niveaux définie par l'Insee en 2022.
Elle est située hors unité urbaine. Par ailleurs la commune fait partie de l'aire d'attraction de Casteljaloux, dont elle est une commune de la couronne,. Cette aire, qui regroupe 14 communes, est catégorisée dans les aires de moins de 50 000 habitants,.

### Occupation des sols

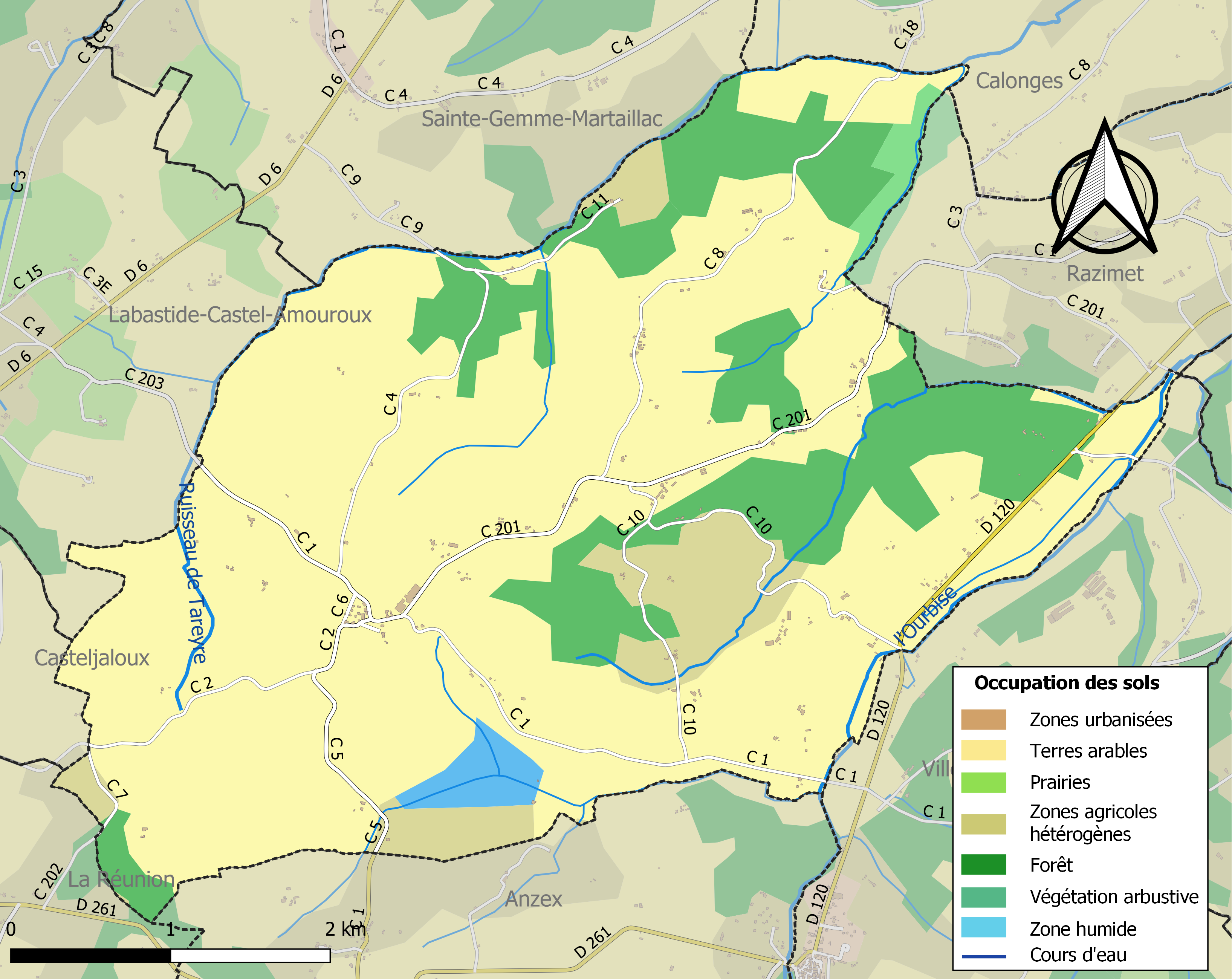
Carte des infrastructures et de l'occupation des sols de la commune en 2018 (CLC).

L'occupation des sols de la commune, telle qu'elle ressort de la base de données européenne d’occupation biophysique des sols Corine Land Cover (CLC), est marquée par l'importance des territoires agricoles (79,6 % en 2018), une proportion sensiblement équivalente à celle de 1990 (79,3 %). La répartition détaillée en 2018 est la suivante : 
terres arables (72,7 %), forêts (18,3 %), zones agricoles hétérogènes (6,9 %), eaux continentales (1,3 %), milieux à végétation arbustive et/ou herbacée (0,8 %). L'évolution de l’occupation des sols de la commune et de ses infrastructures peut être observée sur les différentes représentations cartographiques du territoire : la carte de Cassini (XVIIIe siècle), la carte d'état-major (1820-1866) et les cartes ou photos aériennes de l'IGN pour la période actuelle (1950 à aujourd'hui).

### Risques majeurs
Le territoire de la commune de Leyritz-Moncassin est vulnérable à différents aléas naturels : météorologiques (tempête, orage, neige, grand froid, canicule ou sécheresse), inondations, mouvements de terrains et séisme (sismicité très faible). Il est également exposé à un risque technologique, le transport de matières dangereuses. Un site publié par le BRGM permet d'évaluer simplement et rapidement les risques d'un bien localisé soit par son adresse soit par le numéro de sa parcelle.

#### Risques naturels
Certaines parties du territoire communal sont susceptibles d’être affectées par le risque d’inondation par une crue à  débordement lent de cours d'eau, notamment l'Ourbise et le Ruisseau de Tareyre. La commune a été reconnue en état de catastrophe naturelle au titre des dommages causés par les inondations et coulées de boue survenues en 1982, 1990, 1993, 1999, 2009 et 2018,.
Les mouvements de terrains susceptibles de se produire sur la commune sont des tassements différentiels.

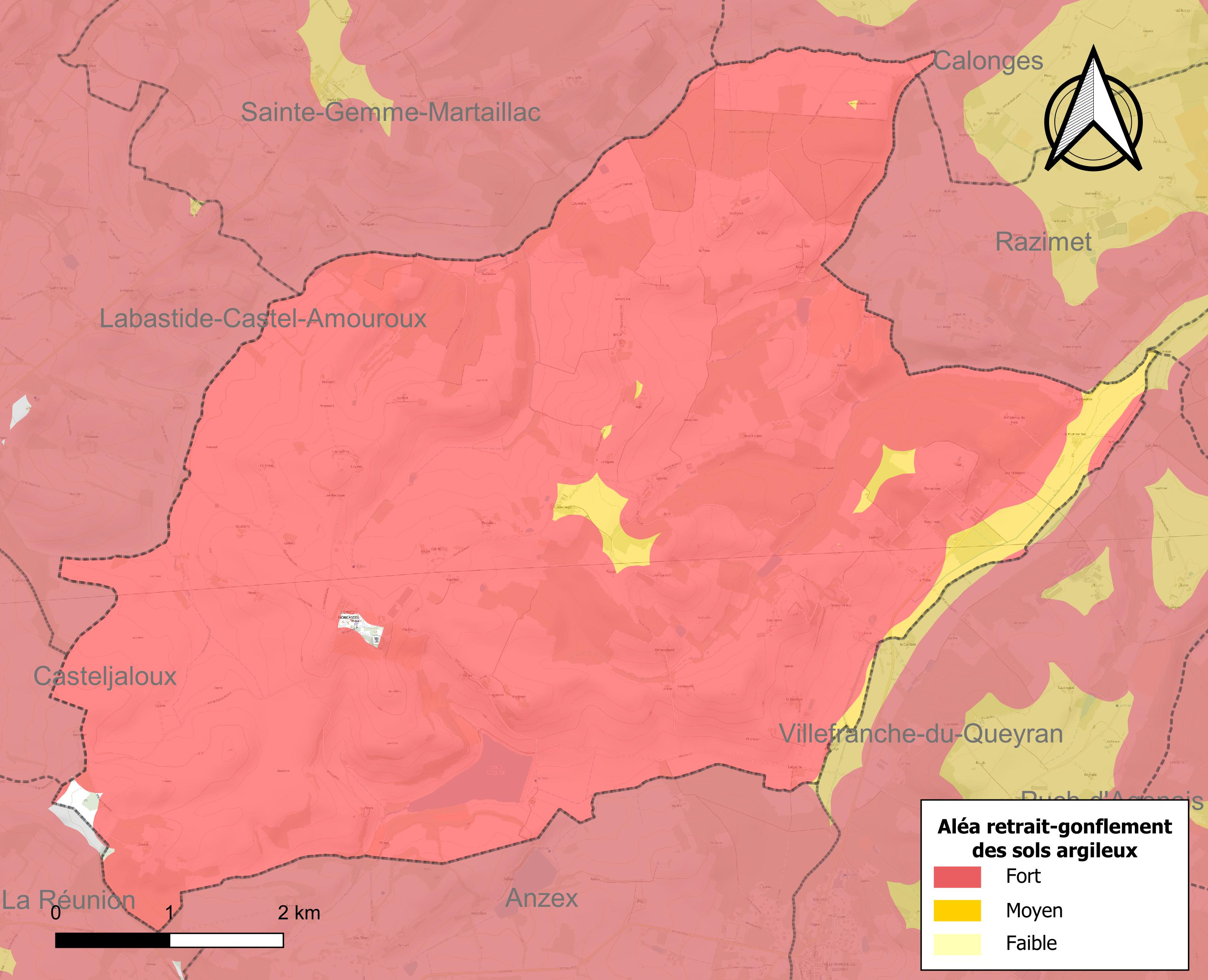
Carte des zones d'aléa retrait-gonflement des sols argileux de Leyritz-Moncassin.

Le retrait-gonflement des sols argileux est susceptible d'engendrer des dommages importants aux bâtiments en cas d’alternance de périodes de sécheresse et de pluie. 99,6 % de la superficie communale est en aléa moyen ou fort (91,8 % au niveau départemental et 48,5 % au niveau national). Depuis le 1er octobre 2020, en application de la loi ELAN, différentes contraintes s'imposent aux vendeurs, maîtres d'ouvrages ou constructeurs de biens situés dans une zone classée en aléa moyen ou fort,.
Concernant les mouvements de terrains, la commune a été reconnue en état de catastrophe naturelle au titre des dommages causés par la sécheresse en 2003 et 2011 et par des mouvements de terrain en 1999.

## Toponymie
Le nom de Leyritz, provient du terme latin laricium qui désigne un « terrain inculte », en raison de la mauvaise qualité des terres environnantes.
En occitan, le nom de la commune est Leiritz e Montcassin.

## Histoire
En 1839, la commune de Leyritz, alors peuplée de 475 habitants absorbe celle voisine de Moncassin peuplée de 251 habitants.

Bien que moins peuplé au XVIIIe siècle, le lieu-dit de Moncassin est devenu le chef-lieu de la commune, accueillant la mairie, le lieu-dit de Leyritz se dépeuplant plus vite.

## Politique et administration
| Période                                  | Période  | Identité              | Étiquette | Qualité                           |
| ---------------------------------------- | -------- | --------------------- | --------- | --------------------------------- |
| Les données manquantes sont à compléter. |          |                       |           |                                   |
|                                          |          |                       |           |                                   |
| 1971                                     | 2008     | Roland Boyancé        |           | Retraité agricole                 |
| 2008                                     | mai 2020 | Marie-Françoise Dachy |           | Retraitée de la fonction publique |
| mai 2020                                 | En cours | Jean-Louis Boyancé    |           |                                   |

## Démographie
Les habitants sont appelés les Leyritzais.

L'évolution du nombre d'habitants est connue à travers les recensements de la population effectués dans la commune depuis 1800. Pour les communes de moins de 10 000 habitants, une enquête de recensement portant sur toute la population est réalisée tous les cinq ans, les populations de référence des années intermédiaires étant quant à elles estimées par interpolation ou extrapolation. Pour la commune, le premier recensement exhaustif entrant dans le cadre du nouveau dispositif a été réalisé en 2006.

En 2022, la commune comptait 206 habitants, en évolution de −0,96 % par rapport à 2016 (Lot-et-Garonne : −0,18 %, France hors Mayotte : +2,11 %).
| 1800 | 1806 | 1821 | 1831 | 1836 | 1841 | 1846 | 1851 | 1856 |
| ---- | ---- | ---- | ---- | ---- | ---- | ---- | ---- | ---- |
| 455  | 516  | 488  | 445  | 475  | 706  | 711  | 642  | 645  |

| 1861 | 1866 | 1872 | 1876 | 1881 | 1886 | 1891 | 1896 | 1901 |
| ---- | ---- | ---- | ---- | ---- | ---- | ---- | ---- | ---- |
| 644  | 650  | 658  | 664  | 633  | 603  | 519  | 509  | 512  |

| 1906 | 1911 | 1921 | 1926 | 1931 | 1936 | 1946 | 1954 | 1962 |
| ---- | ---- | ---- | ---- | ---- | ---- | ---- | ---- | ---- |
| 535  | 490  | 383  | 407  | 393  | 404  | 364  | 325  | 284  |

| 1968 | 1975 | 1982 | 1990 | 1999 | 2006 | 2011 | 2016 | 2021 |
| ---- | ---- | ---- | ---- | ---- | ---- | ---- | ---- | ---- |
| 239  | 192  | 208  | 251  | 217  | 204  | 222  | 208  | 205  |

| 2022 | - | - | - | - | - | - | - | - |
| ---- | - | - | - | - | - | - | - | - |
| 206  | - | - | - | - | - | - | - | - |

L'année 1841 est celle où il y a eu le plus d'habitants à Leyritz-Moncassin (706 habitants), juste après la fusion des deux anciennes communes. 2006 est l'année où il y en a eu le moins : seulement 204, soit 502 de moins qu'en 1841. Le dernier recensement avant la Première Guerre mondiale a été fait en 1911 et on a dénombré deux fois plus d'habitants qu'en 2006 (exactement 490 en 1911).

## Culture locale et patrimoine

### Lieux et monuments
- Le château de Moncassin est à l'origine une demeure féodale fortifiée. En 1287, il devient la propriété de plusieurs co-seigneurs. Un lointain comte de Foix, puis des rois de Navarre jusqu'à la Révolution. La forteresse devient la propriété de Guillaume de Pins, puis celle d'Arnaud de Lupiac, époux d'une demoiselle de Pins. En 1494, c'est Gailhard de Montlezun qui l'occupe, ainsi que sa famille, jusqu'à la fin de l'Ancien Régime, avec le comte d'Artagnan (1645-1725) mousquetaire et maréchal de France. Le château fort est agrandi et encore fortifié par cette famille, mais disparaît dans un incendie en 1865. En 1868, la reconstruction du château est effectuée dans le style Renaissance pour s'achever en 1872. Il ne reste de l’ancien château que des remparts qui délimitent la cour intérieure du château actuel, une tour carrée et deux entrées principales.
- L'église Notre-Dame-des-Prés de Saubot datant des XIe  et  XIIe siècles se trouve à proximité d'une route vicinale dans le nord-ouest du territoire communal. La façade à l’ouest que surmonte un pignon arcade, abrite un portail en plein cintre à trois retraites, dépourvu d’ornementation, qui date de l’époque romane. La nef de trois travées carrées, recouverte de croisées d’ogives et le chevet pentagonal sont de la dernière époque gothique.
- L'église Notre-Dame de Lussac.
- L'église Saint-Laurent de Moncassin.
- L'église Saint-Pierre de Leyritz.
- Le monument aux morts de la Première Guerre mondiale[28].

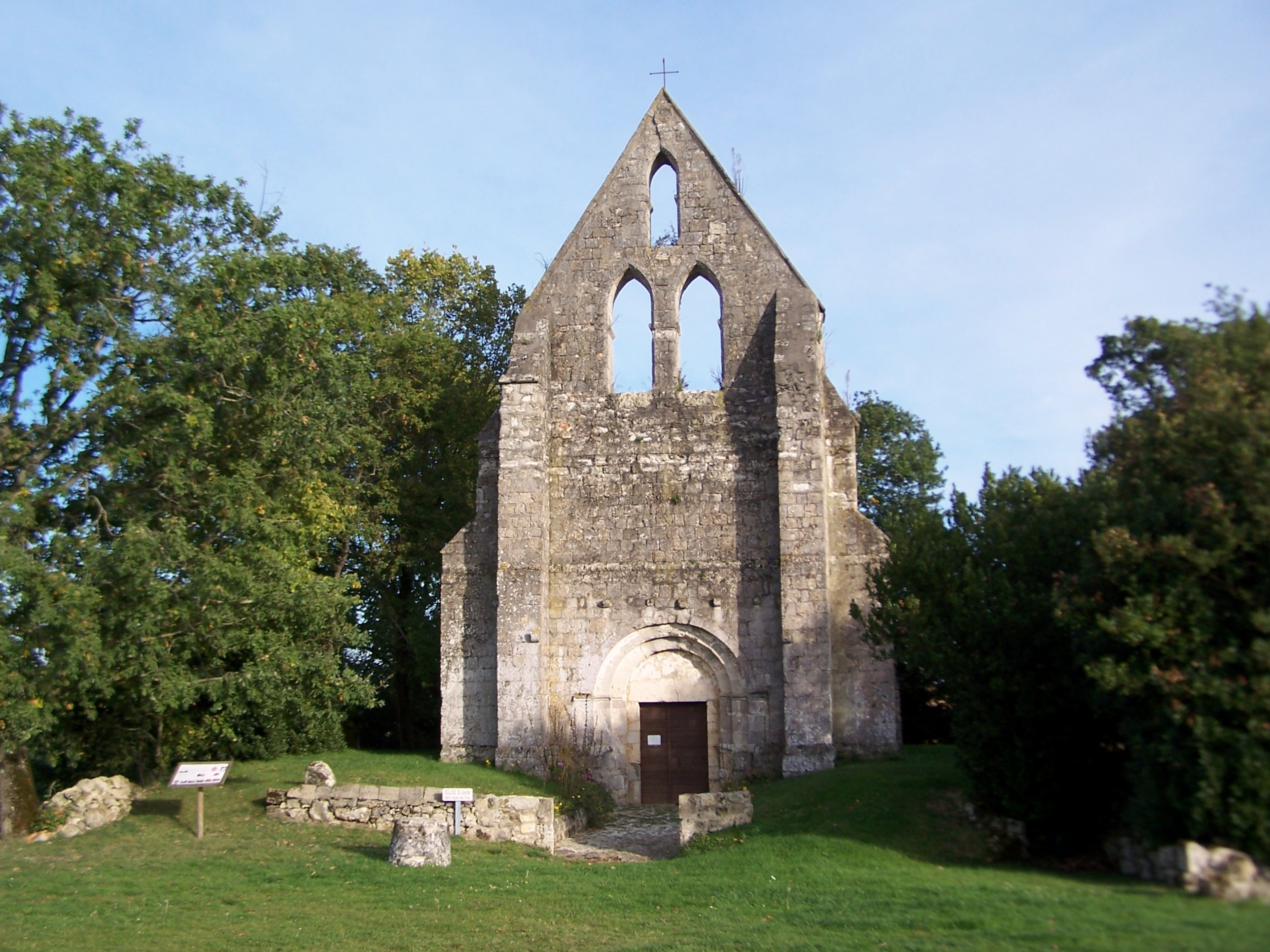
L'église Notre-Dame-des-Prés.
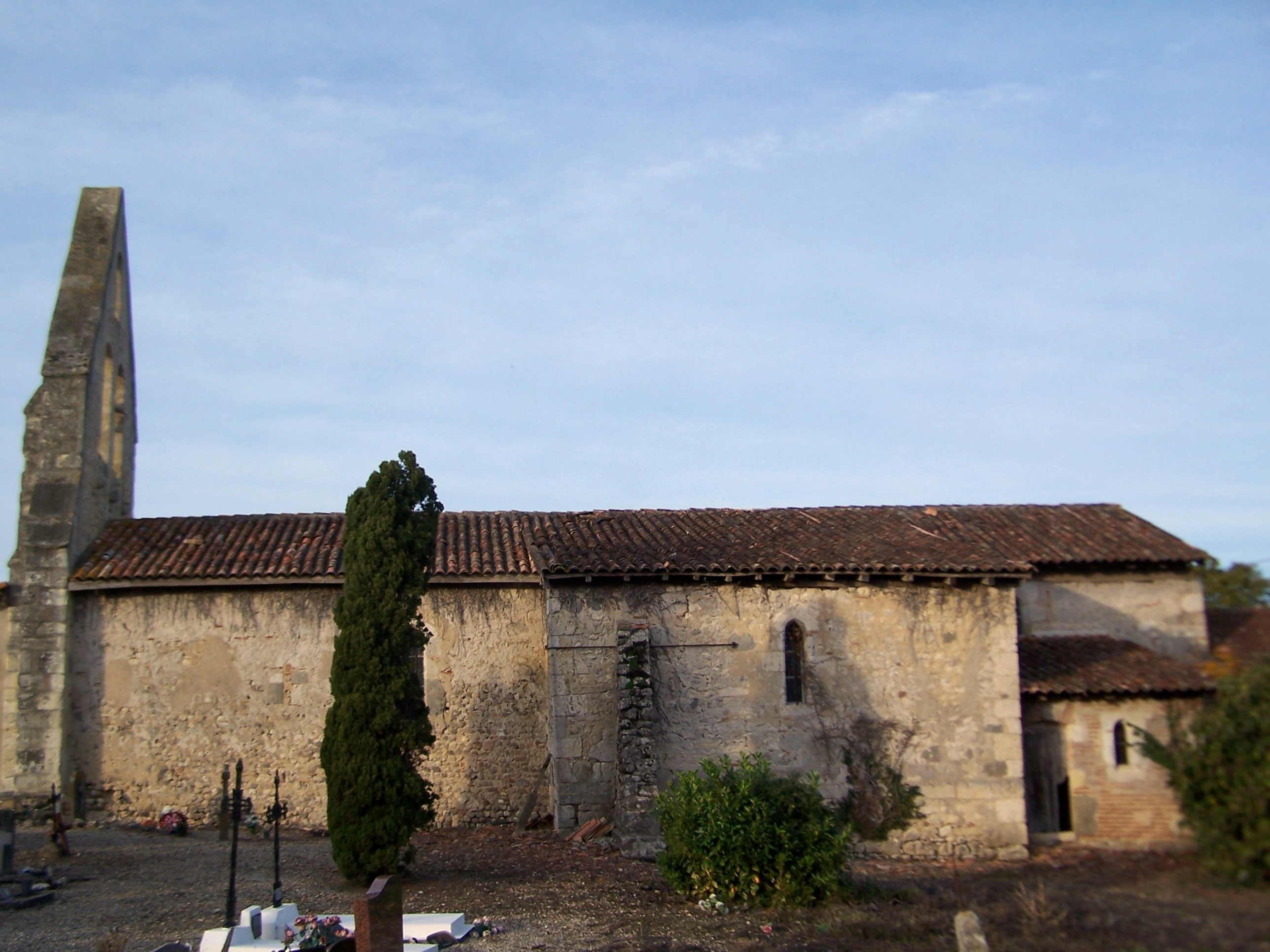
L'église Notre-Dame de Lussac.
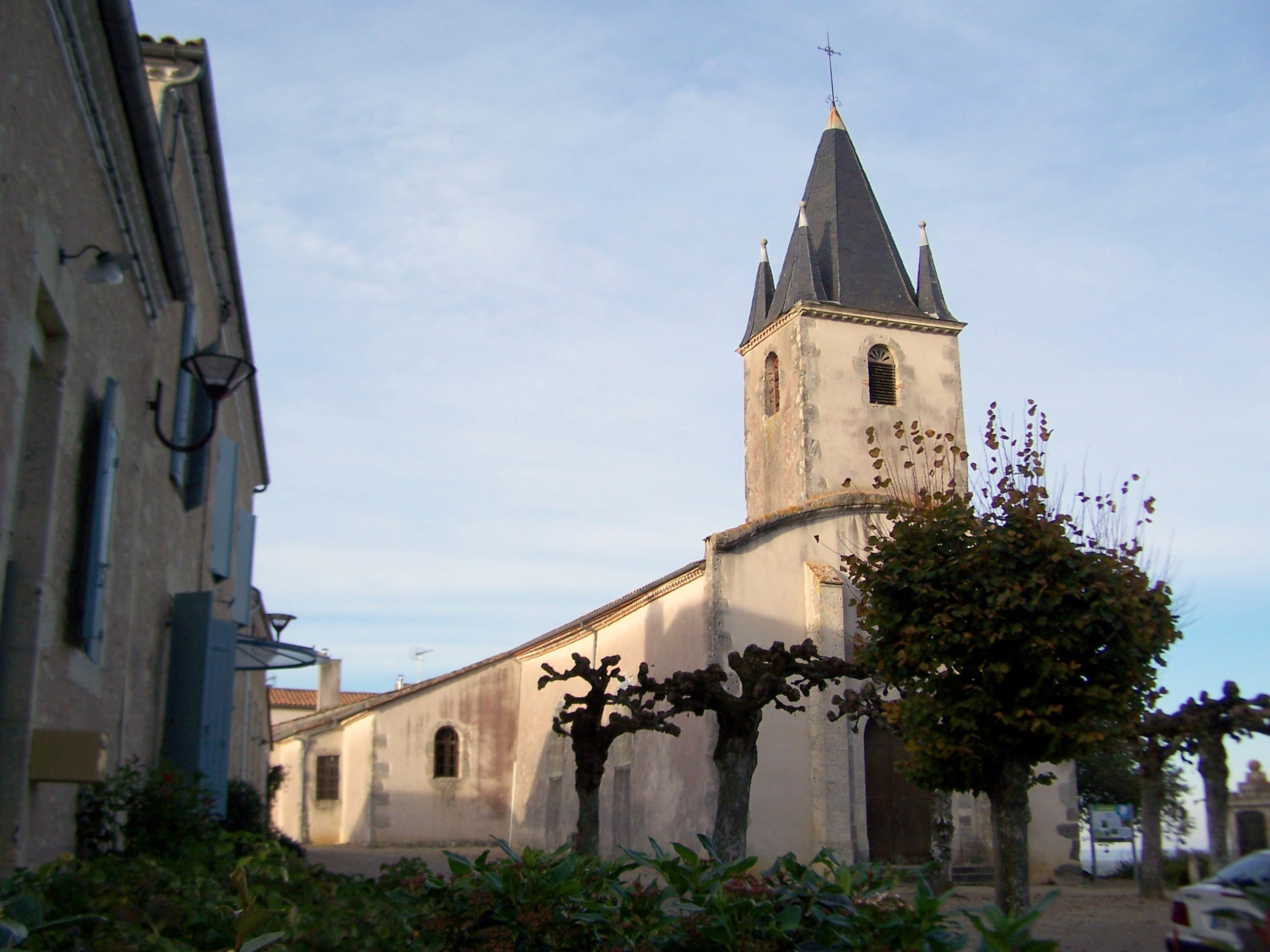
L'église Saint-Laurent de Moncassin.
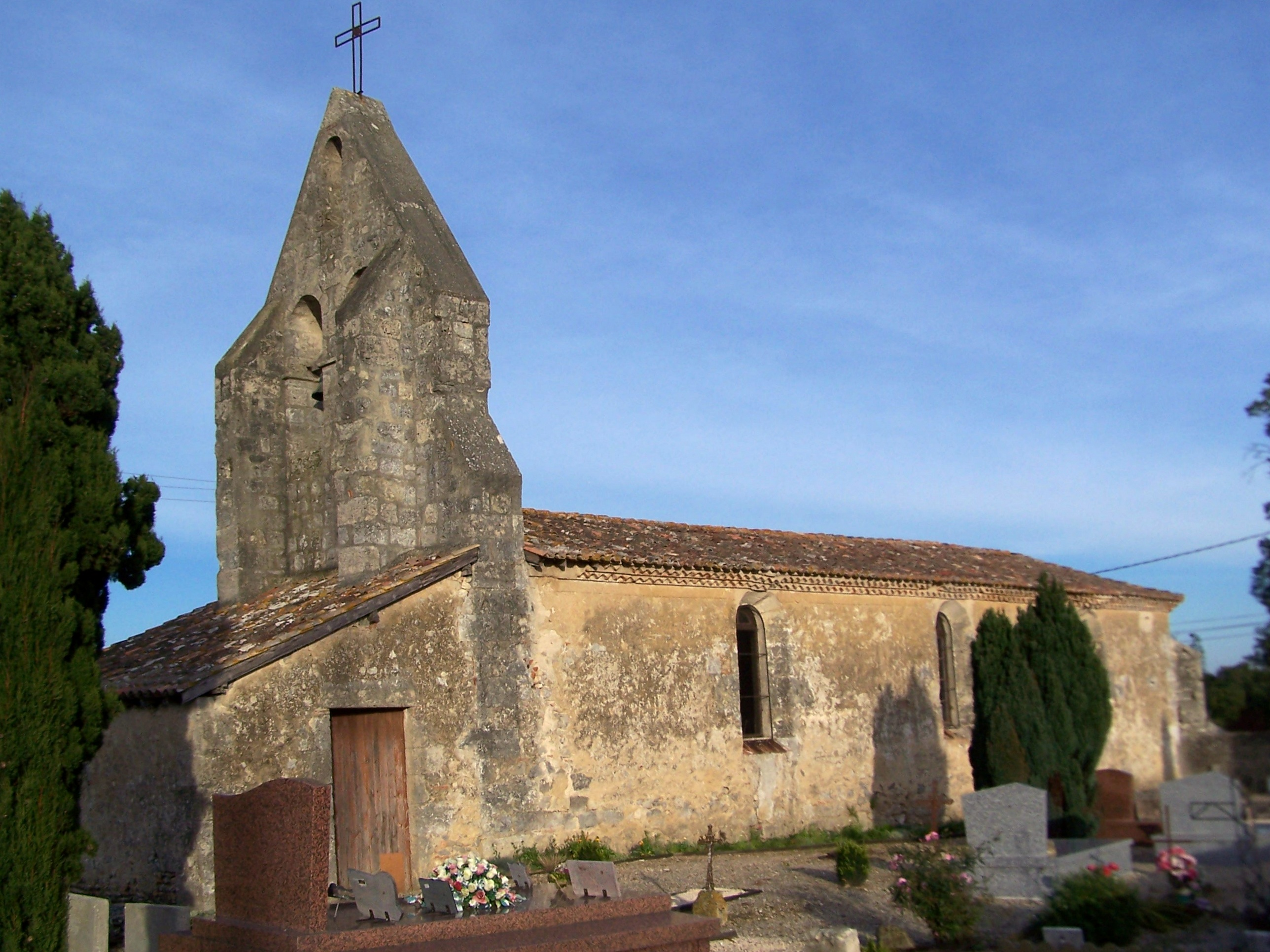
L'église Saint-Pierre de Leyritz.
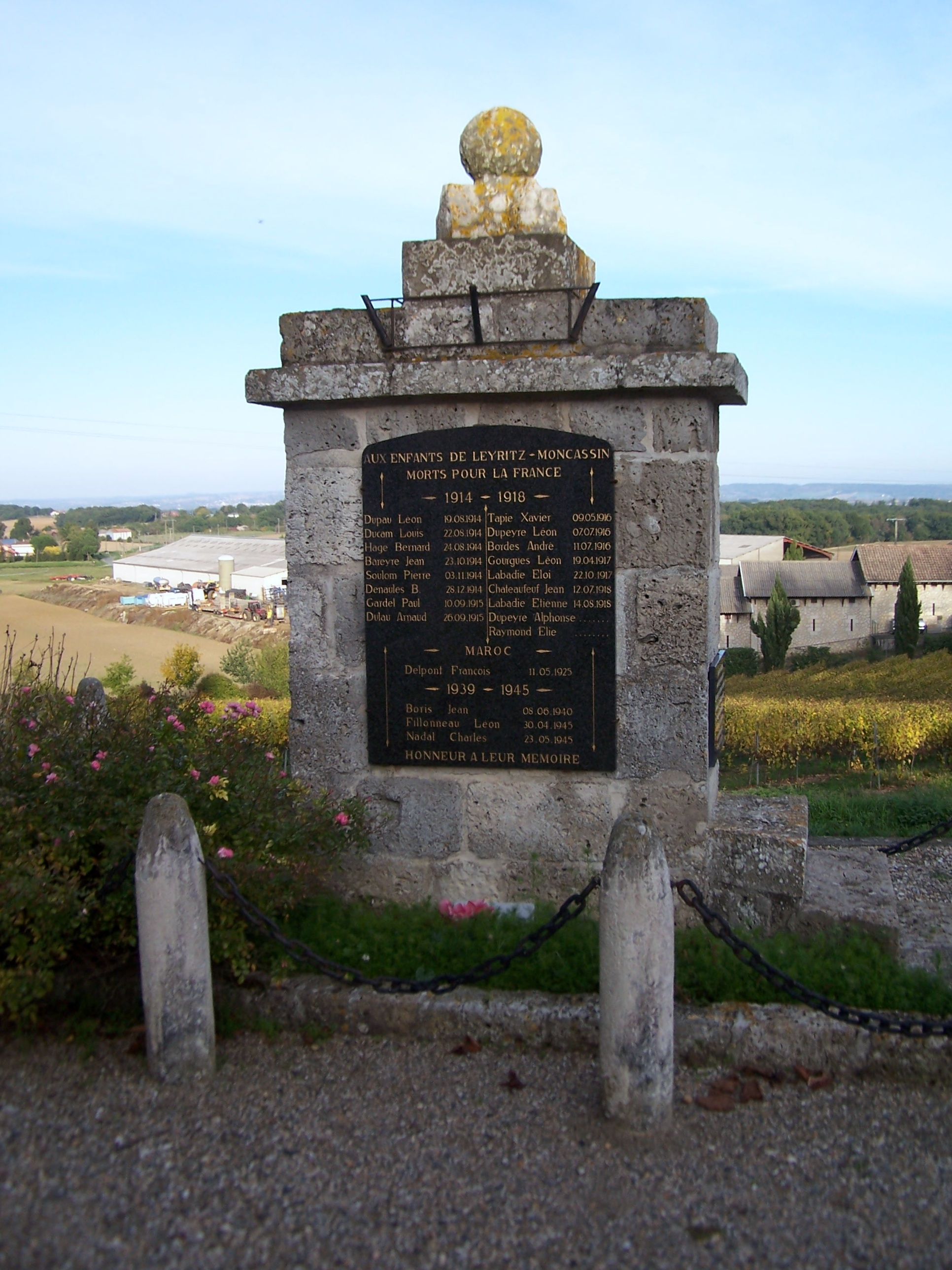
Le monument aux morts près de l'église Saint-Laurent.

### Personnalités liées à la commune

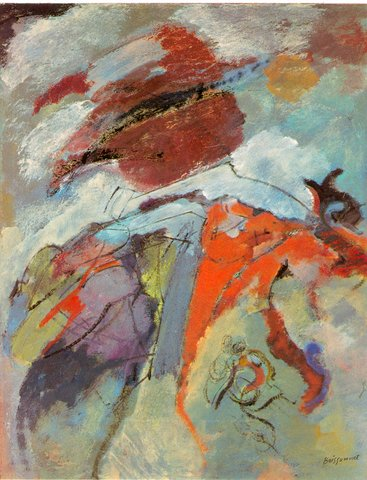
Moncassin, 1986, par Edmond Boissonnet

- Le peintre Edmond Boissonnet est inspiré par ces collines dans ses paysages imaginaires des années 1980.